# Roots (miniserie de 2016)
Roots (en español Raíces) es una miniserie del canal de televisión History, emitida simultáneamente en A&E y Lifetime en 2016, que adapta la novela de Alex Haley Roots: The Saga of an American Family.

## Argumento
La historia comienza en 1750, cuando Kunta Kinte (Malachi Kirby), joven guerrero musulmán de la etnia mandinga africana, es capturado por cazadores de esclavos y llevado en condiciones inhumanas a Estados Unidos. Él es comprado por el granjero John Waller (James Purefoy) y recibe un nuevo nombre: Toby. Después de varios intentos de fuga, pasa años viviendo los malos tratos, castigos y sufrimiento de una sociedad esclavista y racista.
Kunta se enamora de otra esclava y juntos tienen una hija, Kizzy (Anika Noni Rose), que lleva consigo las tradiciones de su padre y mantiene el orgullo y el espíritu guerrero de la familia. La historia acompaña la vida de la hija, del nieto y del bisnieto de Kunta, la lucha por la libertad de la familia, y pasa por los cambios políticos y sociales hasta llegar al fin de la esclavitud.

## Reparto
| Actor                | Personaje      |
| -------------------- | -------------- |
| Laurence Fishburne   | Alex Haley     |
| Malachi Kirby        | Kunta Kinte    |
| Anna Paquin          | Nancy Holte    |
| Forest Whitaker      | Fiddler        |
| Donald Watkins       | Virgil         |
| Jonathan Rhys Meyers | Tom Lea        |
| Anika Noni Rose      | Kizzy          |
| Derek Luke           | Silla Ba Dibba |
| Chad L. Coleman      | Mingo          |
| Erica Tazel          | Matilda        |
| James Purefoy        | John Waller    |
| Regé Jean Page       | Chicken George |